# John Dalgleish Donaldson
Hr. John Dalgleish Donaldson (Cockenzie and Port Seton, 5 settembre 1941) è un matematico scozzese.

## Origine
John nacque a Port Seton, in Scozia, figlio di Peter Donaldson (1911–1978) e di Mary Dalgleish (1914–2002). Nei primi anni Sessanta, la famiglia — composta dai genitori, dal fratello maggiore Peter e dalla sorella minore Roy — emigrò in Tasmania, Australia, dove il padre lavorò come dirigente per una grande azienda commerciale.
Nel 1963 conseguì il titolo di Bachelor of Science in matematica e fisica presso l’Università di Edimburgo. Proseguì poi gli studi in Australia, ottenendo un dottorato presso l’Università della Tasmania, dove intraprese una lunga carriera accademica. A partire dal 1967 fu lettore di matematica applicata e in seguito decano della Facoltà di Scienze, incarico che mantenne fino al pensionamento nel 2003.
Nel corso della sua carriera, Donaldson ha insegnato matematica applicata presso numerose istituzioni accademiche internazionali, tra cui l’Università di Houston, l’Università di Montréal, l’Università di Oxford, l’Università di Aarhus e l’Università di Copenaghen. È stato inoltre professore al Korea Advanced Institute of Science and Technology (KAIST).

## Vita privata
Il 31 agosto 1963 sposò a Port Seton Henrietta Clark Horne (1942–1997). Nello stesso anno, nel mese di novembre, la coppia si trasferì in Australia. Dal matrimonio nacquero quattro figli:
- Jane Alison Donaldson (n. 26 dicembre 1965);
- Patricia Anne Donaldson (n. 16 marzo 1968);
- John Stuart Donaldson (n. 9 luglio 1970);
- Mary Elizabeth Donaldson  (n. 5 febbraio 1972), che nel 2004 sposò l’allora principe ereditario di Danimarca, divenendo poi in seguito regina consorte con l’ascesa al trono di Frederik X.

Donaldson ottenne la cittadinanza australiana nel 1975, mantenendo anche quella britannica. Rimase vedovo nel 1997, in seguito alla morte improvvisa della prima moglie per un attacco cardiaco. Il 5 settembre 2001 si risposò con la scrittrice britannica Susan Moody(nata nel 1940).